# Punta Prieta (Baja California)
Punta Prieta ist eine Ortschaft in der  Baja-California-Wüste im Municipio Ensenada im mexikanischen Bundesstaat Baja California. Punta Prieta wird auch Puerta Prieta oder Mina Columbia genannt.

## Geographie
Punta Prieta liegt an der Carretera Federal 1. Nachbarorte von Punta Prieta sind San Andrés, Compostela und Laguna Chapala.